# Улица Согласия (Ростов-на-Дону)
У́лица Согла́сия — улица в центре Ростова-на-Дону. Двухсторонняя улица Т-образной формы, небольших длины и ширины, в западной и северной своих частях непростого рельефа и траектории. В направлении с запада на восток начинается у проспекта Сиверса и заканчивается у Халтуринского переулка. Меньшая часть улицы имеет юго-северное направление и соединяет основную часть улицы Согласия с Пушкинской улицей.

## История
В XIX веке на месте улицы располагалась Генеральная балка с протекающим в ней безымянным ручьём, которая использовалась как свалка и сточный канал, позже — только как сточный канал. Генеральная балка, в свою очередь, располагалась среди садов, между Загородной улицей (позже — Садовой, ныне — Большой Садовой) и Кузнецкой улицей (сейчас — Пушкинская улица).
Тогда в квадрате Садовой (Большой Садовой) и Кузнецкой (Пушкинской) улиц и пересекающих их Никольского (Халтуринского) и Доломановского переулков не было улицы Согласия и Братского переулка, а был сад братьев Войцеховских. По соглашению, заключенному между братьями, Третий переулок, прерывающийся перед их владениями, решили протянуть через сад до Кузнецкой улицы. Продлённый переулок назвали Братским, а вновь прорезанную улицу — улицей Согласия. Городская Дума в 1879 году согласилась с предложениями братьев.
Возможностью своего появления в нынешнем виде улица Согласия обязана принявшему решение о закрытии Генеральной балки (работы 1886—1892 годов) городскому голове А. М. Байкову, управлявшему городом с 1862 по 1869 и с 1884 во 1889 годы.

## Современное состояние
Улица Согласия застроена домами советского и постсоветского периода в центральной части города, с общественно-жилым, деловым и производственными фондами. В начале улицы находится Ростовский опытный нефтемаслозавод «РИКОС».
В доме № 23 по улице Согласия открылся многофункциональный центр Ленинского района Ростова-на-Дону. Также на этой улице в доме № 7 расположено Издательство «Легион», известное своей активной издательской деятельностью.
В период сильных ливней на пересечениях улицы Согласия с переулками Халтуринский и Доломановский происходит затопление некоторых домов и припаркованных рядом с ними автомобилей.

## Интересные факты
Безымянный ручей, протекавший в Генеральной балке, теперь заменяет построенный в конце XIX века Генеральный ливневой коллектор, проходящий под и вдоль улицы Согласия.